# Grube Gustav (Abterode)
Koordinaten: 51° 13′ 23″ N, 9° 57′ 7″ O
Die Grube Gustav ist ein Besucherbergwerk etwa 2 km nordnordöstlich von Abterode im nordhessischen Werra-Meißner-Kreis. Sie befindet sich auf 224 m Höhe über NHN unweit östlich des Berka-Zuflusses Kupferbach und der im Tal des Baches verlaufenden Landesstraße L 3335. Eine kurze, etwa 50 m lange Stichstraße führt unmittelbar nördlich des „Gasthauses Höllental“ von der L 3335 nach Osten zum Bergwerk.

## Geschichte

### Kupferbergbau
Bei der Suche nach Silber und Gold wurde an dieser Stelle Kupferschiefer gefunden und dann ab 1497 und bis in die Mitte des 19. Jahrhunderts abgebaut. Nur per Hand, mit Schlägel und Bergeisen, wurden mehrere hundert Meter lange Stollen in den Berg geschlagen und das Erz gewonnen, das dann in der 1538 erstmals erwähnten „Schmelzhütte“, an der Mündung des Kupferbachs in die Berka, verhüttet wurde.
Die Bergleute siedelten mehrheitlich im nahen Abterode zwischen dem ursprünglichen Siedlungskern um die Kirche der Propstei Abbetesrode und der etwas östlich außerhalb des Orts gelegenen ersten Pfarrkirche des Dorfs. Bei der Säkularisation der Propstei im Jahre 1544 wurde dieses Gebiet den Bergleuten in Erbpacht gegeben und wird seitdem die „Bergfreiheit“ genannt.

### Schwerspatbergbau
In der Grube Gustav kommt auch Schwerspat vor, mit einer Mächtigkeit zwischen einem und sechs Metern. Dieser wurde ab Beginn des 20. Jahrhunderts abgebaut, zunächst im Tagebau, ab 1928 dann wegen fördertechnischer Schwierigkeiten unter Tage. Zwischen drei Tiefbausohlen wurde im sogenannten Firstenstoßbau, unter Anwendung moderner Bohr- und Sprengtechnik, der Schwerspat gewonnen und über einen 85 m tiefen Förderschacht zur oberen Stollensohle und von dort an die Erdoberfläche gefördert.
Im November 1957 wurden zwei Bergleute durch einen Bergrutsch in einem Blindschacht eingeschlossen. Nach fünf Tagen konnten sie durch ein eigens gebohrtes Bohrloch gerettet werden.
Das Bergwerk wurde zur Jahreswende 1967/68 stillgelegt.

## Schaubergwerk
1986 wurde das Bergwerk durch örtliche Initiative für öffentliche Besichtigungen erschlossen und als Industriedenkmal ausgewiesen. Es ist normalerweise jährlich vom 15. März bis zum 31. Oktober, Dienstag bis Sonntag und an Feiertagen, von 13:00 bis 16:00 Uhr für Besucher geöffnet, die von einem Grubenführer 360 m in den Berg hinein geführt werden. Die Mindestanzahl von Teilnehmern pro Gruppe ist sechs. Neben der Führung durch die Stollen kann man sich in der ehemaligen Fördermaschinenkammer an der Besichtigung von Mineralien und Gesteinen, hauptsächlich aus der hiesigen Umgebung, sowie altem und modernem bergmännischen Gerät (Gezähe) erfreuen. Daneben erinnert ein „Rettungsschlitten“ an die dramatische Rettungsaktion der beiden Bergleute im November 1957.
Im Jahre 2019 war das Bergwerk aufgrund aufgetretener Mängel an der Stollenbeleuchtung geschlossen. Mit Beendigung der daher notwendig gewordenen Sanierungsarbeiten im Frühjahr 2020 wird es nun ab Ende April 2020 wieder Besuchern zugänglich sein.